# What If… Zombies?!
«What If… Zombies?!» (с англ. — «Что, если… зомби?!») — пятый эпизод первого сезона американского анимационного телесериала «Что, если…?», основанного на одноимённой серии комиксов издания Marvel Comics.
В нём исследуется, что было бы, если события фильмов «Человек-муравей и Оса» (2018) и «Мстители: Война бесконечности» (2018) произошли бы по другому, когда несколько Мстителей и гражданских лиц превратились в зомби, и начался бы всемирный зомби-апокалипсис. Сценаристом эпизода выступил Мэттью Чонси, а режиссёром — Брайан Эндрюс.
Джеффри Райт повествует события мультсериала в роли Наблюдателя, и в озвучке эпизода также приняли участие Марк Руффало, Чедвик Боузман, Пол Беттани, Себастиан Стэн, Эванджелин Лилли, Пол Радд, Джон Фавро, Данай Гурира, Эмили Ванкэмп, Дэвид Дастмалчян, Хадсон Темз и Том Воан-Лолор. Разработка сериала началась к сентябрю 2018 года, и Эндрюс присоединился вскоре после этого, и ожидалось, что множество актёров вернутся к своим ролям из фильмов. Анимацию к эпизоду предоставила студия «Squeeze», причём Стефан Франк выступил в качестве главы анимации. Этот эпизод был вдохновлён серией комиксов «Marvel Zombies».
«Что, если… зомби?!» был выпущен на «Disney+» 8 сентября 2021 года. Эпизод получил смешанные отзывы критиков, которые разошлись во мнении по поводу тона, сценария, логики сюжета и озвучки.

## Сюжет
В 2018 году Хэнк Пим проникает в Квантовый мир, чтобы вернуть свою давно потерянную жену Джанет ван Дайн, но она оказывается заражена квантовым вирусом, который превратил её в зомби. Она заражает Пима и они оба возвращаются в его лабораторию, нападая на Скотта Лэнга, в то время как их дочь, Хоуп ван Дайн, убегает. В течение 24 часов вирус распространяется по Северо-Западу США. Мстители реагируют на это, но сами заражаются и устраивают всемирный зомби-апокалипсис.
Две недели спустя Брюса Бэннера отправляют на Землю, чтобы предупредить человечество об угрозе Таноса. Вскоре на Землю прибывают дети Таноса, Кулл Обсидиан и Эбеновый Зоб, чтобы забрать Камень Времени, но на них нападают зомбированные Тони Старк, Стивен Стрэндж и Вонг, и заражают. Плащ левитации и Хоуп ван Дайн убивают зомби, спасая Бэннера. Другой выживший, Питер Паркер, подхватывает Бэннера и все выжившие уходят. Оказалось, что осталось несколько выживших — Баки Барнс, Окойе, Шэрон Картер, Хэппи Хоган и Курт. Группа отправляется в Лагерь Лихай в Нью-Джерси, где, по их мнению, разрабатывается лекарство от вируса. По дороге туда на них нападают зомби, в том числе Клинт Бартон, Сэм Уилсон и Стив Роджерс, которые убивают Хогана и Картер, прежде чем выжившие сами убивают зомби.
Хоуп заражается во время нападения и жертвует собой, чтобы привести других выживших в лагерь. Они встречают Вижна, чей Камень Разума может обратить вспять действие вируса, примером чего может служить вылеченная живая голова Лэнга, которую Вижен поместил в банку. Однако группа также узнаёт, что Вижен держит в плену зомбированную Ванду Максимофф из-за её сопротивления Камню Разума и скармливает ей других выживших, в том числе ногу Т’Чаллы. Максимофф вырывается на свободу и убивает Курта, Окойе и Барнса. Не желая жить без Максимофф, Вижен жертвует собой, вырывает Камень Разума из головы, и отдаёт Бэннеру, чтобы распространить его энергию на весь мир.
В то время как Паркер, Лэнг, Т’Чалла и Плащ улетают на квинджете, Бэннер остаётся позади, превращается в Халка, и сражается с Вандой и надвигающейся ордой зомби, чтобы выжившие могли спастись. В надежде распространить энергию Камня Разума по всему миру, выжившие направляются в Ваканду, которую осаждают зомби во главе с зомбированным Таносом, владеющим почти полной Перчаткой Бесконечности.

## Производство

### Разработка
К сентябрю 2018 года «Marvel Studios» разрабатывала анимационный сериал-антологию, основанный на серии комиксах «What If», в котором будет рассмотрено, как бы изменились фильмы Кинематографической вселенной Marvel (КВМ), если бы определённые события произошли по-другому. Режиссёр Брайан Эндрюс встретился с исполнительным продюсером «Marvel Studios» Брэдом Виндербаумом по поводу проекта ещё в 2018 году, и его официально объявили в августе 2019 года. Эндрюс и Виндербаум, наряду с главным сценаристом А. С. Брэдли, Кевином Файги, Луисом Д’Эспозито и Викторией Алонсо стали исполнительным продюсерами:2. Мэттью Чонси написал сценарий к пятому эпизоду под названием «Что, если… зомби?!», в котором представлена альтернативная сюжетная линия фильмов «Человек-муравей и Оса» (2018) и «Мстители: Война бесконечности» (2018). Том Йоргенсен из «IGN» сказал, что название эпизода было «шутливым» в соответствии с установленным соглашением об именовании сериала, но «также показывало, сколько мыслей было вложено в продажу зомби-апокалипсиса, который работает в КВМ». «Что, если… зомби?!» был выпущен на «Disney+» 8 сентября 2021 года.

### Сценарий
В альтернативной сюжетной линии эпизода Джанет ван Дайн возвращается из Квантового мира с квантовым вирусом, который распространяется по всему населению мира, создавая зомби-апокалипсис. Эпизод представляет собой мрачную адаптацию серии комиксов «Marvel Zombies» в жанре комедийного ужаса, и в эпизоде присутствует ряд прямых ссылок на комиксы, больше, чем в любом другом эпизоде «Что, если…?». Брэдли ранее пыталась написать историю «ужасов тёмного тела», в которой Человек-паук превращается в настоящего паука, черпая вдохновение из повести Франца Кафки 1995 года «Превращение», от которой «Marvel» отказалась из-за то, что она была слишком тёмной для их целевой аудитории. Затем она предложила идею превращения персонажей КВМ в зомби в качестве идеи с альтернативным сюжетом, не зная о существующей серии «Marvel Zombies». Кевин Файги ранее выражал заинтересованность в игровой адаптации «Marvel Zombies» в 2013 году, но не смог точно адаптировать сюжетную линию к фильму из-за целевой демографической группы КВМ; он призвал Брэдли продолжить эту идею в анимационной форме для «Что, если…?».
Чонси был тем, кто «возглавил» эпизод, изначально создав черновик с более ужасными смертями:2:38–3:00. Он и Брэдли не решались сделать так, чтобы Т’Чалла появился без ноги из-за расовых последствий «белой пары [Вижн и Ванда Максимофф в основном пировавшей на человеке другого цвета кожи», но решили включить это в качестве отсылки на значительную часть комикса «Marvel Zombies». Они рассудили, что потерять конечность в зомби-апокалипсисе означало «лего отделаться» по сравнению с кем-то вроде Лэнга, который заканчивает тем, что его голова оказывается в банке:3:05–3:42. Другие пасхалки в эпизоде включают отсылку к фразе «до конца» из фильма «Первый мститель: Другая война» (2014); оммаж логотипу Mutant Enemy Productions, продюсерской компании телесериала «Баффи — истребительница вампиров»; и первое упоминание в КВМ о дяде Питера Паркера Бене. Это было включено в ранние черновики сценария и сохранено, несмотря на то, что Брэдли и Чонси ожидали, что Marvel попросит убрать это:1:20–1:58.

### Подбор актёров
Джеффри Райт повествует события эпизода в роли Наблюдателя, причём Marvel планирует, чтобы другие персонажи сериала были озвучены актёрами, которые изображали их в фильмах КВМ. В этом эпизоде к озвучиванию своих персонажей вернулись Марк Руффало (Брюс Бэннер), Чедвик Боузман (Т’Чалла / Чёрная пантера), Пол Беттани (Вижен), Себастиан Стэн (Баки Барнс / Зимний солдат), Эванджелин Лилли (Хоуп ван Дайн / Оса), Пол Радд (Скотт Лэнг / Человек-муравей), Джон Фавро (Гарольд «Хэппи» Хоган / Зомби-Хэппи), Данай Гурира (Окойе), Эмили Ванкэмп (Шэрон Картер), Дэвид Дастмалчян (Курт) и Том Вон-Лолор (Эбеновый Зоб).
Том Холланд не вернулся к своей роли Питера Паркера / Человека-паука из серии фильмов, и вместо него Хадсон Темз озвучивает персонажа в эпизоде; Виндербаум объяснил замену Холланда возможными конфликтами с соглашением о правах на фильм о персонаже между «The Walt Disney Company» и «Sony Pictures». Хотя Темз звучит похоже на Холланда, он создал своё собственное выступление, чтобы отождествить себя с персонажем. Персонаж рекламировался как «Человек-паук, охотник на зомби». Джош Китон вернулся к своей роли Стива Роджерса / Капитана Америки из первого эпизода, в котором он заменил звезду КВМ Криса Эванса. Несколько персонажей появляются в эпизоде без каких-либо реплик, в том числе Тони Старк / Железный человек, доктор Стивен Стрэндж, Вонг, Кулл Обсидиан, Хэнк Пим, Джанет ван Дайн, Наташа Романофф / Чёрная вдова, Клинт Бартон / Соколиный глаз, Сэм Уилсон / Сокол, Ванда Максимофф и Танос; многие из этих персонажей появляются в качестве зомби-версий самих себя.

### Анимация
Анимацию к эпизоду предоставила студия «Squeeze»:4:29:10, причём Стефан Франк выступил в качестве главы анимации. Эндрюс разработал сел-шейдинговый стиль анимации сериала с Райаном Майнердингом, главой отдела визуального развития «Marvel Studios». Хотя сериал имеет последовательный художественный стиль, такие элементы, как цветовая палитра, различаются между эпизодами:4. Концепт-арт для эпизода включён в финальные титры, «Marvel» выпустила его онлайн после премьеры эпизода.

### Музыка
Саундтрек к эпизоду был выпущен в цифровом формате компаниями «Marvel Music» и «Hollywood Records» 9 сентября 2021 года и включает в себя музыку композитора Лоры Карпман.
| №                   | Название            | Длительность |
| ------------------- | ------------------- | ------------ |
| 1.                  | «Too Late?»         | 1:22         |
| 2.                  | «Overkill»          | 2:12         |
| 3.                  | «Searching»         | 1:23         |
| 4.                  | «Hope»              | 0:48         |
| 5.                  | «Grand Central»     | 1:20         |
| 6.                  | «Station Brawl»     | 2:33         |
| 7.                  | «Snakes on a Train» | 1:10         |
| 8.                  | «You're in Trouble» | 1:25         |
| 9.                  | «Walk Through That» | 2:05         |
| 10.                 | «Brian Stuff»       | 1:04         |
| 11.                 | «Trap»              | 2:42         |
| 12.                 | «Man-Eater»         | 2:53         |
| 13.                 | «Avenge Us»         | 1:27         |
| 14.                 | «Saved Twice»       | 2:23         |
| Общая длительность: | Общая длительность: | 24:47        |

## Маркетинг
7 августа 2021 года «Marvel» анонсировала серию плакатов, созданных разными художниками для каждого эпизода сериала. В том числе плакат с зомбированными версиями Железного человека и Капитана Америки в апокалиптическом Нью-Йорке, созданный Крисом Христодулу. Мира Джейкобс из «Comic Book Resources» отметила «мрачную» альтернативную вселенную, изображённую на плакате, а также «орду зомби, скрывающуюся во тьме» и «сломанную версию логотипа Мстителей». «Marvel» объявила о продаже товаров, вдохновлённые этим эпизодом, в рамках еженедельной акции «Marvel Must Haves» для каждого эпизода сериала, включая одежду, аксессуары, «Funko Pops», «Marvel Legends» и наборы «Lego», основанные на зомби-версиях персонажей.

## Реакция
Дэвид Опи из «Digital Spy» сказал, что эпизод «доставляет товар» и был удивительно точной адаптацией комиксов «Marvel Zombies», похвалив его баланс грустных, комедийных и ужасных моментов. Кирстен Говард из «Den of Geek» согласилась, что «Что, если… зомби?!» был забавным эпизодом, особенно для фанатов комиксов «Marvel Zombies», и чувствовала, что он был полон выдающихся моментов, таких как «великолепное обучающее видео о зомби» Паркера. Говард сказала, что борьба Паркера за сохранение надежды в зомби-апокалипсисе была очень похожа на сюжетную линию в комиксе «Marvel Zombies: Resurrection» и была «столь же впечатляющей». Она также выделила Плащ Левитации, Курта и Хэппи Хогана и дала эпизоду 4,5 из 5 звёзд. Сэм Барсанти из «The A.V. Club» считал, что в эпизоде было «всё насилие, чёрный юмор и поедание мозгов, которых вы ожидали», и дал эпизоду оценку «B-». Барсанти чувствовал, что упоминания Паркером отсылок на поп-культуру успешно подрывают элементы ужаса в эпизоде, несмотря на то, что они являются повторяющимся тропом после таких историй, как «Добро пожаловать в Zомбилэнд» (2009).
Йоргенсен более негативно отнёсся к этому эпизоду, сравнив его со «Что, если… Доктор Стрэндж потерял бы своё сердце вместо рук?», в котором тьма коренилась арке персонажа Доктора Стрэнджа, в то время как история «Что, если… зомби?!» просто «шатается» между различными встречами с зомби; он поставил оценку 5 из 10. Йоргенсен раскритиковал тональные несоответствия и комедию эпизода, чувствуя, что последнее было чрезмерно использовано и отвлекало от реализма связей КВМ в истории. Его также не устроило то, что вирус был просто назван «квантовым вирусом», что, по его мнению, было «вялой работой сценариста». Йоргенсену понравилось, как вспышка вируса повлияла на Вижена, но он был разочарован тем, что эпизод быстро прошёл мимо исследования того, как персонаж пренебрёг человеческой жизнью, пытаясь спасти Максимофф. Он в основном положительно относился к боевым сценам, но чувствовал, что им мешала неясная логика эпизода того, почему персонажи-зомби могли использовать свои сверхспособности. Амон Варманн согласился с мнением Йоргенсена в своём обзоре для «Yahoo! News», посчитав эпизод в целом неудовлетворительным и самым слабым из сериала на данный момент. Он был положительно настроен по поводу «вечного оптимизма» Паркера и его отношений с Хоуп, и он сказал, что финальный акт Хоуп, впервые увеличившейся до гигантских размеров в КВМ, был «прекрасно сыгран», но он посчитал, что эпизод всё таки был поспешен с ещё большим количеством проблем, чем теми, которые он выделял в предыдущих эпизодов. Как и Йоргенсен, Варманн также сравнил этот эпизод с трагическим тоном предыдущего, критикуя «Что, если… зомби?!» за попытку «разрозненно» перемещаться между тёмными и комедийными тонами и за непоследовательное отношение персонажей к убийству зомби-версий других героев.
Несмотря на свои в основном негативные чувства к этому эпизоду, Йоргенсен положительно относился к озвучке, которую он критиковал в предыдущих эпизодах. Он особо выделил выступления Гуриры, Боузмана и Дастмалчяна. Варманн, с другой стороны, чувствовал, что озвучка сериала была «более смешанной, чем когда-либо», критикуя выступления Руффало и Стэна. Он чувствовал, что Лилли показала самую сильную игру в эпизоде, и был потрясён тем, насколько голос Темза был близок к изображению Паркера Томом Холландом. Барсанти подумал, что Темз проделал прекрасную работу, заменив Холланда, и наслаждался комедийным выступлением Радда, а также визуальной шуткой о Плаще Левитации, летающем вокруг с головой Лэнга в банке. Он был удивлён ролью Боузмана в эпизоде после того, как второй эпизод был представлен как прощание с покойным актёром. Опи, Барсанти, Йоргенсен и Варманн подчеркнули пронзительную реплику Боузмана в эпизоде: «В моей культуре смерть — не конец. Они всё ещё с нами, пока мы их не забудем».

## Комментарии
1. ↑  События фильма «Человек-муравей и Оса» (2018).
2. ↑  Заражение Джанет — момент, когда события эпизода расходятся с событиями фильма «Человек-муравей и Оса» (2018).
3. ↑  Реакция Мстителей — момент, когда события эпизода расходятся с событиями фильма «Мстители: Война бесконечности» (2018), ведь почти все Мстители вместе, чего не было в оригинальной вселенной.